# 安山檀園警察署
安山檀園警察署（アンサンダノンけいさつしょ）は、京畿地方警察庁所管の警察署である。

## 管轄区域
- 安山市のうち檀園区

## 沿革
- 1988年10月15日 - 安山警察署として開署。管轄区域は安山市、始興郡のうち秀岩面、君子面、華城郡のうち半月面。
- 1989年1月1日 - 始興郡秀岩面、君子面、蘇来邑が合併して始興市が成立したことに伴い管轄区域が安山市、始興市（大也洞、新川洞、銀杏洞、梅花洞、新果洞（現：新峴洞）を除く）、華城郡のうち半月面になる。（名称変更のみで管轄面積の変更なし）
- 1996年12月26日 - 半月面が安山市、軍浦市、水原市勧善区に分割合併されたことに伴い管轄が安山市と始興市（大也洞、新川洞、銀杏洞、梅花洞、新果洞（現：新峴洞）を除く））になる。甕津郡大阜面が安山市に編入されたことに伴い、仁川地方警察庁中部警察署から大阜派出所を編入。
- 1999年12月28日 - 始興警察署開署に伴い管轄が安山市のみになる。
- 2006年11月21日 - 安山常緑警察署の開署に伴い常緑区内にある派出所を移管。同時に安山檀園警察署に改称。管轄が安山市のうち檀園区になる。

## 管轄派出所
- 古桟派出所
- 湖水派出所
- 仙府派出所
- 元谷多文化派出所
- 瓦洞派出所
- 仙府3派出所
- 元仙派出所
- 工団派出所
- 大阜派出所

## 管轄治安センター
- 豊島治安センター